# Ongamo
L'ongamo (ou ngasa) est une langue nilo-saharienne de la branche des langues nilotiques parlée dans en Tanzanie, à l'extrême Nord-Est du Kilimandjaro.
La langue est menacée est n'est plus parlée que les plus âgés des Ongamo. Ces derniers vivent parmi les Chaga, un peuple bantou qui les nomment βaŋgasa.

## Classification
L'ongamo a longtemps été ignoré. Il est classé dans le sous-groupe oriental des langues nilotiques, aux côtés de trois langues dont il est très proche mais clairement différent, le maasai, le camus et le samburu.

## Phonologie
La phonologie de l'ongamo le différencie du maasai. La langue a la pharyngale  [h], là où le maasai a [k] ou l'absence de consonne.  En position intervocalique, la liquide [l] du maasai a disparu. Exemples: 
Ongamo, naho̠nú, mais maasai, eŋko̠nú - œil
Ongamo, oháai, mais maasai, olalái - dent

## Sources
- (fr) Gérard Philippson, 1984, Gens des bananeraies. Contribution linguistique à l'histoire culturelle des Chaga du Kilimandjaro, « cahier » no 16, Paris, Éditions Recherche sur les Civilisations  (ISBN 2-86538-094-7)